# Perusastraße
Koordinaten: 48° 8′ 23,3″ N, 11° 34′ 35″ O
Die Perusastraße in München liegt in der Altstadt (Graggenau) und verläuft vom Max-Joseph-Platz nach Westen bis zur Theatinerstraße.

## Geschichte
Das Püttrich-Kloster war aus einer Stiftung eines Kaufmanns der Familie Püttrich um 1284 als Seelhaus entstanden und wurde zunächst von freien Seelnonnen geführt. Sie widmeten sich der Pflege von Schwangeren, Kranken und Sterbenden. Um 1480 wurde es in ein reguliertes Kloster der Franziskanerinnen umgewandelt. 1714 wurde das südlich mit der Kapelle St. Christophorus angrenzende Püttrichkloster verkauft. Das südwestliche Eckhaus der Perusastraße, in welchem sich die englische Apotheke befand (heute: Engel-Apotheke), gehörte 1758 Karl Felix v. Bertrand, Graf von Perusa, kurfürstlicher Hofrat, der es von seinen Vorfahren geerbt hatte. Das Perusa-Haus gehörte seit 1697 der Gräfin Maria Adelheid von Rivera und kam 1711 durch ihre Tochter, die einen Grafen von Perusa geheiratet hatte, in den Besitz der Familie Perusa. Diese Familie hieß ursprünglich „De la Pérouse“ und war im Gefolge von Kurfürstin Henriette Adelaide von Savoyen-Piemont, der Gattin von Kurfürst Ferdinand Maria, 1667 nach München gekommen und hier zu Macht und Einfluss gelangt. Bei der Säkularisation wurde auch das Püttrichkloster 1802 aufgelöst und 1803 wurden die Gebäude verkauft. Die damals „kleines Gäßel“ genannte Straße wurde ca. 1806 durch den Abbruch des von der Residenz bis in die Theatinerstraße reichenden Klosters St. Christoph oder Püttrich-Seelhauses erweitert und erhielt ihr heutiges Aussehen.

## Lage
Die Perusastraße verläuft von der südwestlichen Ecke des Max-Joseph-Platzes – auch als Verlängerung der Maximilianstraße und der Kreuzung der von Nord nach Süd verlaufenden Residenzstraße – nach Westen bis zur Theatinerstraße. Die Perusapassage mit zahlreichen Geschäften stellt eine Verbindung zur Theatinerstraße her. Die Perusastraße ist Fußgängerzone, jedoch von der Straßenbahn befahren.

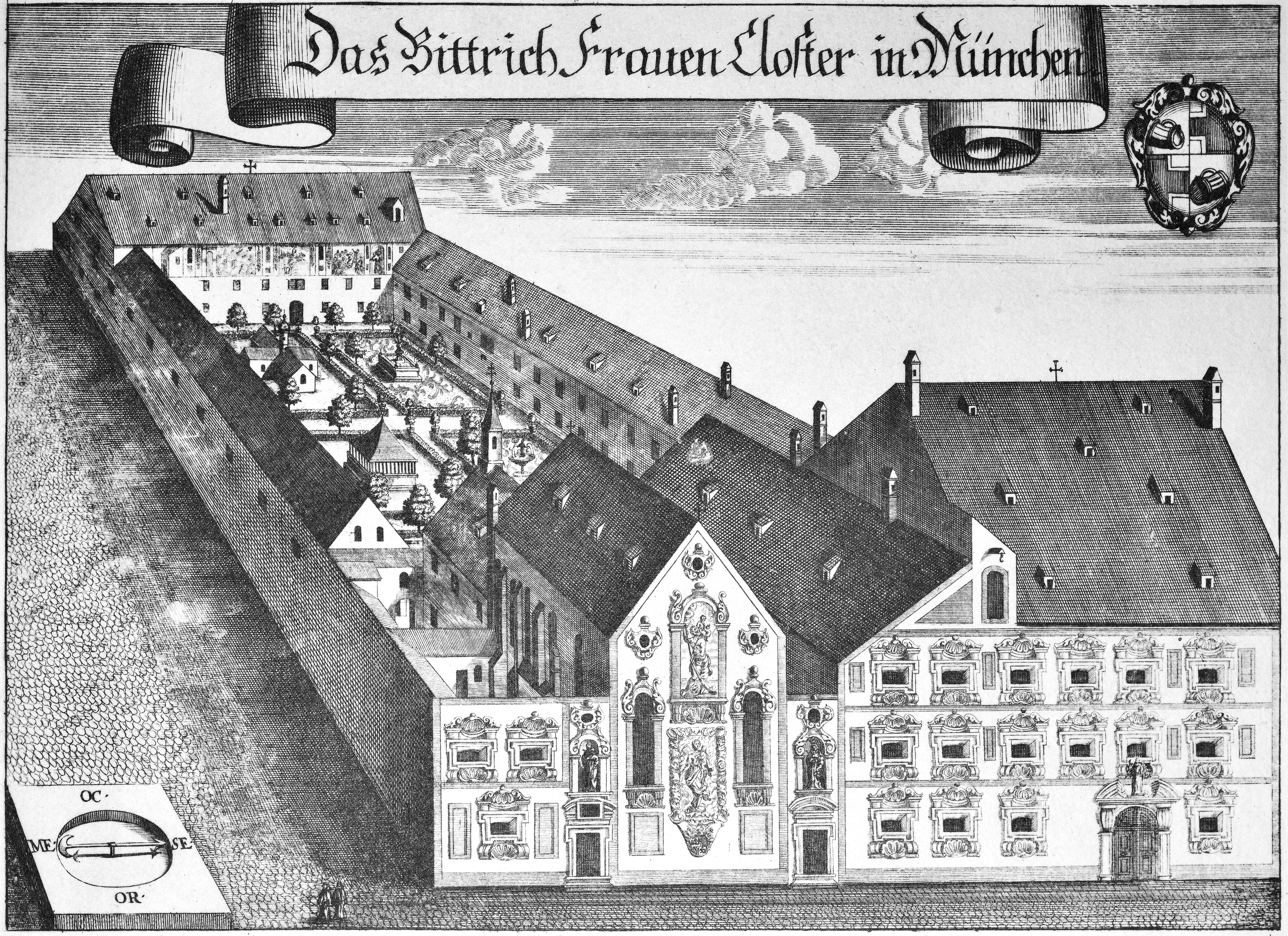
Das Püttrichkloster im Zustand um das Jahr 1700. Die hier vormals angelegte „kleine Gasse“ erfuhr hierdurch im selben Jahr eine Erweiterung und erhielt den Namen Perusastraße.
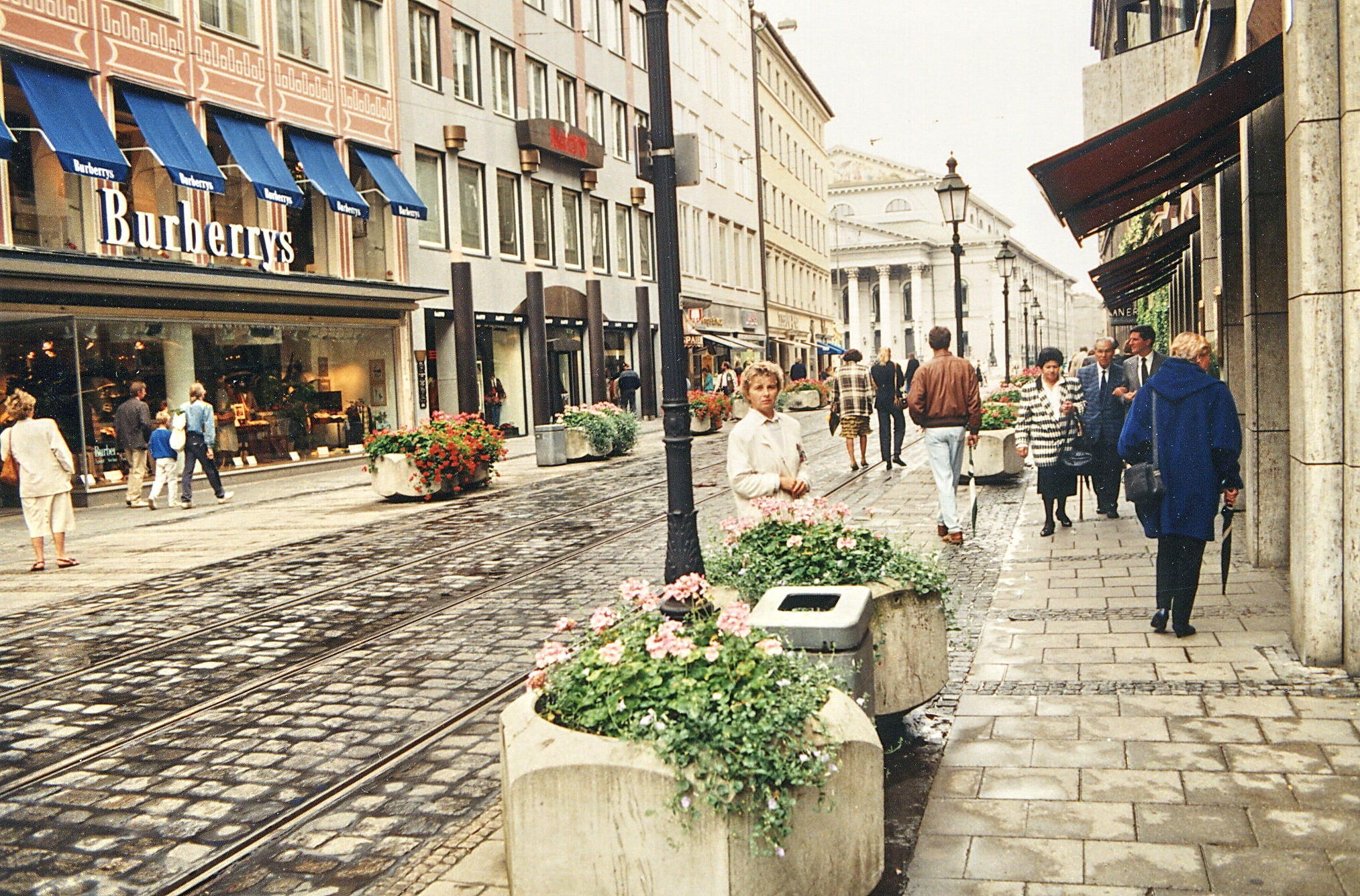
Perusastraße 1989 mit Blick zum Max-Joseph-Platz mit dem Nationaltheater
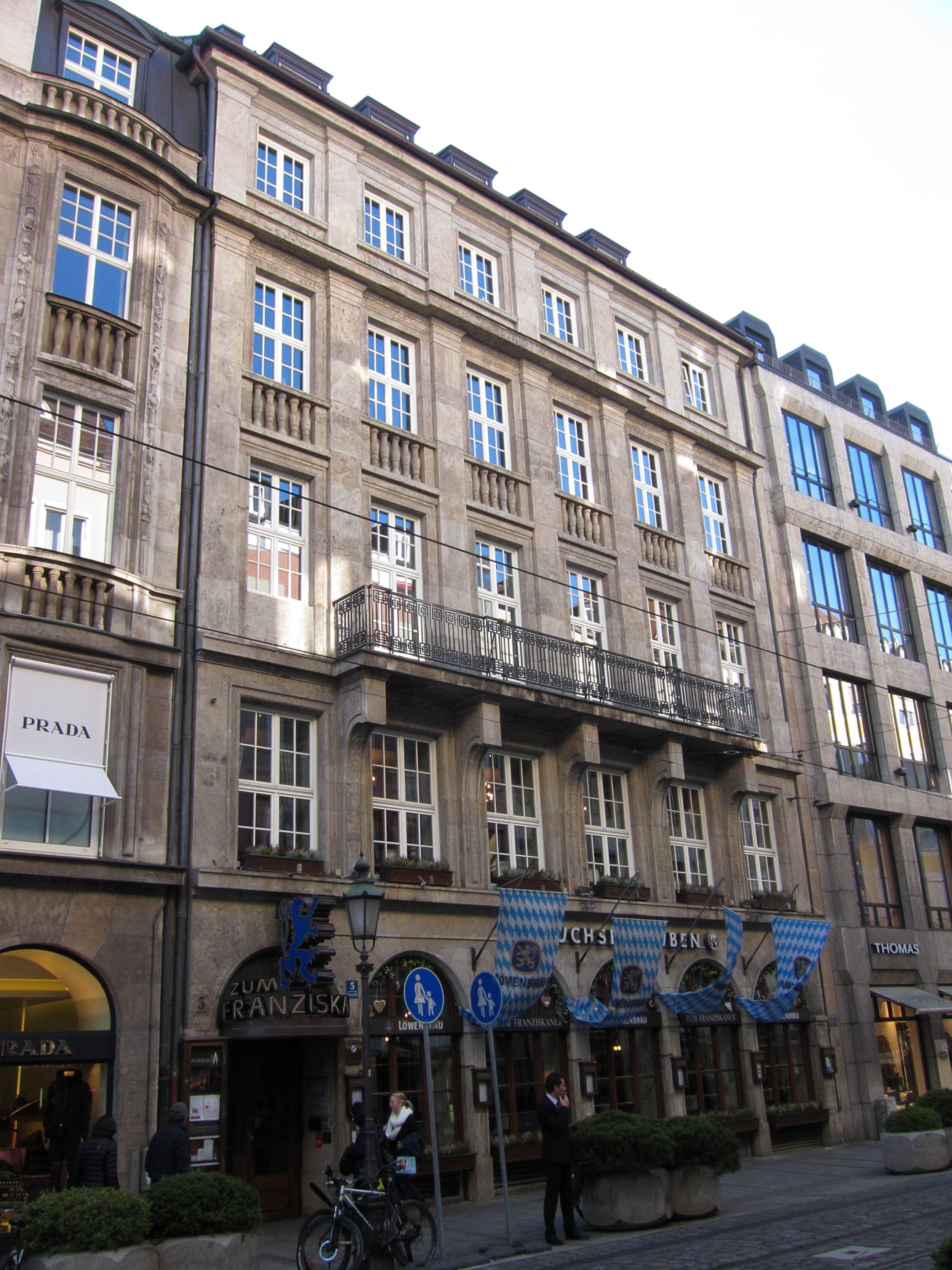
Perusastraße 5; Geschäftshaus mit Gaststätte Zum Franziskaner, (wird umgebaut)
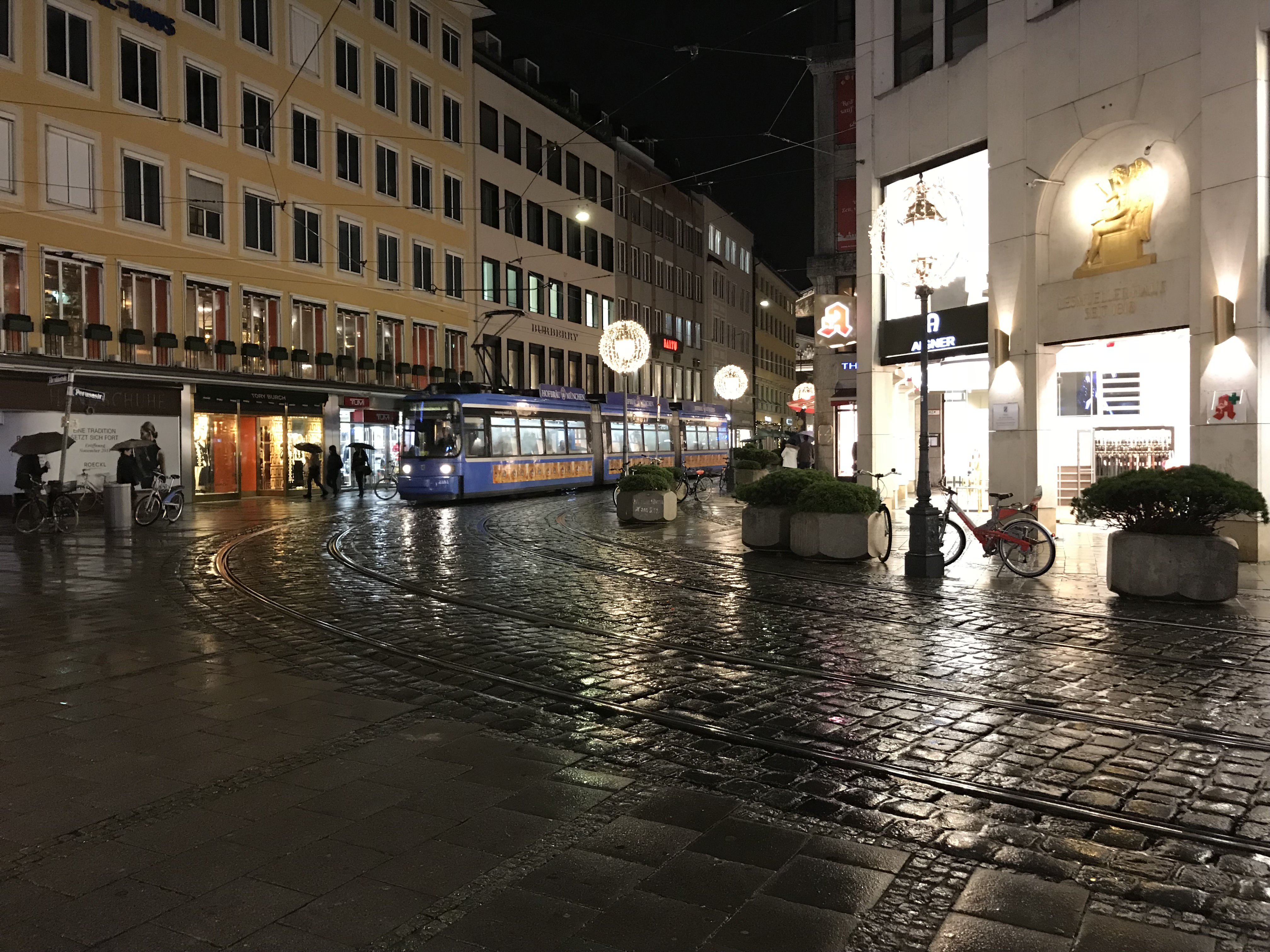
Die Trambahn biegt von der Perusastraße in die Theatinerstraße ein.
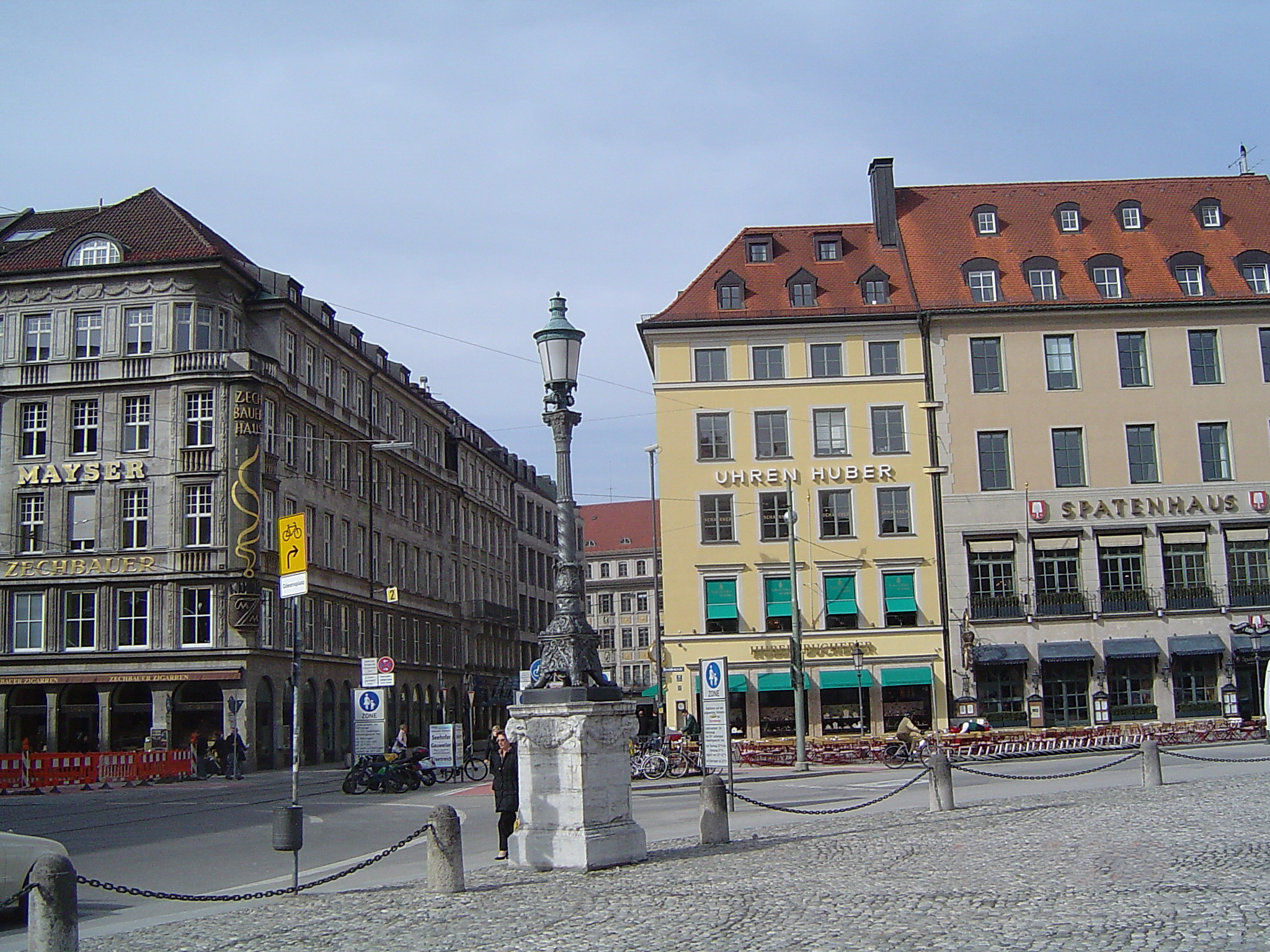
Blick vom Max-Joseph-Platz zur abzweigenden Perusastraße; nach links und rechts die Residenzstraße